# Театры Владивостока
Во Владивостоке насчитывается около десяти театров и театральных коллективов.
В список включены театральные коллективы, регулярно выпускающие спектакли, и площадки, используемые для театральных представлений. 
Всего в городе действуют пять профессиональных театров. Приморский краевой академический драматический театр имени Горького — старейший государственный театр Владивостока, открыт 3 ноября 1932 года. В театре работают 202 человека: 41 актёр (из них — три народных и девять заслуженных артистов России).
Приморский Пушкинский театр был построен по инициативе Собрания приказчиков города Владивостока и назывался «Собрание приказчиков — Пушкинский театр»; в настоящее время является одним из главных культурных центров города. В 1930-е—40-е последовательно были открыты действующие до сих пор: Драматический театр тихоокеанского флота, Приморский краевой театр кукол, Приморский краевой драматический театр молодёжи. Краевой театр кукол дал 484 спектакля в 2015 году, которые посетило более 52 тыс. зрителей. В театре насчитывается 500 кукол, работают 15 артистов. Труппа регулярно выезжает на гастроли (в Польшу, Японию, Южную Корею, по Дальнему Востоку).
Музыкальный театр во Владивостоке представляет Приморская краевая филармония — крупнейшая концертная организация Приморского края. При филармонии организованы Тихоокеанский симфонический оркестр и Губернаторский духовой оркестр. В 2013 году был открыт Приморский театр оперы и балета. 1 января 2016 года был преобразован в филиал — Приморскую сцену — Мариинского театра.

## Драматические театры
| Название                                        | Адрес                   | Дата открытия | Художественное руководство                   | Изображение |
| ----------------------------------------------- | ----------------------- | ------------- | -------------------------------------------- | ----------- |
| Приморский драматический театр имени Горького   | Светланская улица, 49   | 1931 год      | Главный режиссёр: Ефим Звеняцкий             |             |
| Приморский краевой драматический театр молодёжи | Светланская улица, 15-А | 1946 год      | Художественный руководитель: Лидия Василенко |             |
| Драматический театр Тихоокеанского флота        | Светланская улица, 48   | 1932 год      | Главный режиссёр: Роман Колотухин            |             |

## Театры оперы и балета
| Название                            | Адрес                | Дата открытия | Художественное руководство                   | Изображение |
| ----------------------------------- | -------------------- | ------------- | -------------------------------------------- | ----------- |
| Приморская сцена Мариинского театра | улица Фастовская, 20 | 2013 год      | Художественный руководитель: Валерий Гергиев |             |

## Музыкальные театры
| Название                      | Адрес                 | Дата открытия | Художественное руководство                     | Изображение |
| ----------------------------- | --------------------- | ------------- | ---------------------------------------------- | ----------- |
| Приморская краевая филармония | Светланская улица, 15 | 1980 год      | Художественный руководитель: Татьяна Сергеева  |             |
| Театр танца «Каури»           | улица Батарейная, 2   | 2000 год      | Художественный руководитель: Татьяна Домвидова |             |

## Театры кукол
| Название                       | Адрес                   | Дата открытия | Художественное руководство                    | Изображение |
| ------------------------------ | ----------------------- | ------------- | --------------------------------------------- | ----------- |
| Приморский краевой театр кукол | улица Петра Великого, 8 | 1939 год      | Художественный руководитель: Виктор Бусаренко |             |

## Театры других жанров
| Название             | Адрес                  | Дата открытия | Художественное руководство | Изображение |
| -------------------- | ---------------------- | ------------- | -------------------------- | ----------- |
| Владивостокский цирк | Светланская улица, 103 | 1973 год      |                            |             |

## Театральные и концертные площадки
| Название                                     | Адрес                                | Дата открытия | Изображение |
| -------------------------------------------- | ------------------------------------ | ------------- | ----------- |
| Пушкинский театр                             | Пушкинская улица, 27                 | 1908 год      |             |
| Дворец культуры железнодорожников            | Партизанский проспект, 62-А          | 1933 год      |             |
| Дворец культуры Профсоюзов                   | Светланская улица, 147               | 1968 год      |             |
| Феско-холл (бывший Дворец культуры Моряков)  | улица Верхнепортовая, 38             | 1986 год      |             |
| Приморский краевой дом молодёжи              | проспект 100-летия Владивостока, 103 | 1980-е годы   |             |
| Театрально-концертный комплекс «Андерграунд» | улица Гоголя, 41                     | 2012 год      |             |
| Фетисов Арена                                | улица Маковского, 284                | 2013 год      |             |